# هرمس (مركبة فضائية)

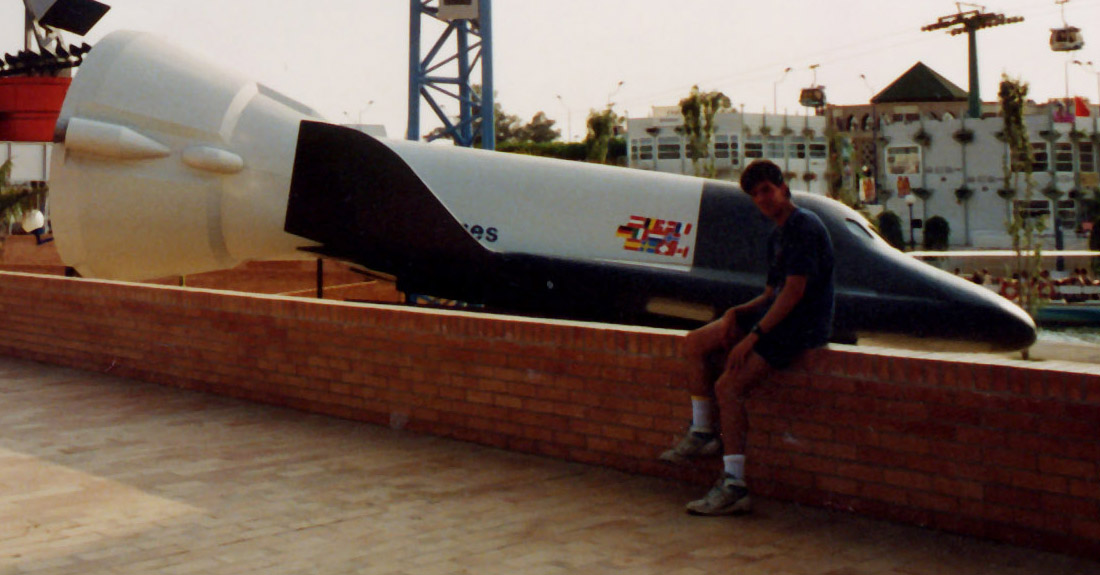

المكوك هرمس (بالإنجليزية:Hermes ) عرض مشروع مكوك الفضاء الأوروبي المسمى هرمس على 
وكالة الفضاء الأوروبية عام 1985 وقبل مبدئيا .
كان الغرض من المكوك الأوروبي هو القيام برحلات الطيران بين الأرض والمحطة الفضائية الدولية لنقل رواد الفضاء والعتاد ، خصوصا وقد كان معمل الفضاء الأوروبي الذي سيلحق بالمحطة الفضائية الدولية في حيز التنفيذ. بدأ تصميم هرمس في نوفمبر 1987 إلا أنه إلغي عام 1993 بسبب عدم دعم الحكومات المشتركة وتغير الأغراض .

## اقرأ أيضا
- مكوك فضاء
- أريان 5
- أبولو 8
- أبولو 10
- أبولو 11
- أبولو 17
- قائمة رواد فضاء أبولو